# Matlhakola
Matlhakola is een dorp in het district Central in Botswana. De plaats telt 996 inwoners (2011).